# Napalm

Eine North American F-100 wirft bei einer Übung Napalm ab

Napalm ist ein Treibstoffverdickungsmittel, das als Vorläufer des gleichnamigen Brandkampfstoffs dient, dessen Hauptbestandteil Benzin oder ein anderer kompatibler flüssiger Kohlenwasserstoff ist. Die hohe Effizienz von Treibstoffen auf Napalmbasis wird auf ihre atypische Viskosität zurückgeführt, die durch die thixotrope Eigenschaft gekennzeichnet ist. Der Name Napalm ist eine von Louis F. Fieser geprägte Bezeichnung für ein Brandgel, das Aluminiumnaphthenat und Aluminiumpalmitat enthält.

## Wirkung
Bereits kleine Spritzer brennenden Napalms verursachen schwere und schlecht heilende Verbrennungen auf der Haut. Wegen seiner hydrophoben Eigenschaften kann Napalm zudem nur schlecht mit Wasser gelöscht oder von der Haut abgewaschen werden. Auch bei einem nicht direkten Treffer wirkt Napalm äußerst zerstörerisch gegen Lebewesen und hitzeempfindliches Material. Je nach Zusammensetzung erreicht es eine Verbrennungstemperatur von 800 bis 1200 °C.
Napalmbomben, die häufigste Einsatzform des Brandstoffs, sind mit Napalm befüllte Metallkanister. Zünder an beiden Enden lösen beim Aufschlag kleine Explosivladungen aus, wodurch der Kanisterinhalt über eine große Fläche verteilt wird. Napalm kann auch mit Hilfe von Flammenwerfern eingesetzt werden.
Zur Toxizität von Napalm liegen zusammenfassende Publikationen vor.

## Zusammensetzung

Hydroxylaluminium-bis(2-ethylhexanoat), Hauptbestandteil des M3 Thickener

Das Prinzip einer anhaftenden, langsam brennenden Brandmasse wurde erstmals im frühen Mittelalter in Form des Griechischen Feuers verwirklicht. In der Neuzeit wurden die ersten Experimente während des Ersten Weltkriegs mit einer Familie von Verbindungen namens „Solid Oils“ (SO) durchgeführt, mit einigem Erfolg. Diese Verbindungsreihe bildete die Grundlage für SOD-Brandbrennstoffe. Auch während des Zweiten Weltkriegs wurden Gemische aus Benzin und Gummi getestet und entwickelt. Die eigentliche Rezeptur für Napalm wurde 1942 an der Harvard-Universität von Louis Frederick Fieser entwickelt und patentiert.
Napalm gehört zu den Brandstoffen auf Ölbasis. Es gibt zwei Sorten:
- Herkömmliches Napalm: ölbasierter Brandsatz mit Aluminiumseifen als Verdickungsmittel
- Napalm-B: ölbasierter Brandsatz mit Polymeren als Verdickungsmittel

Herkömmliches Napalm besteht zum Großteil aus Benzin oder Petroleum. Durch Beimischung eines Verdickungsmittels, meist Aluminiumseifen (Al(OH) (OOCR) (OOCR')) der Naphthensäuren und Palmitinsäure, entsteht das zähflüssige und klebrige Napalm-Gel. Die Konzentration des Verdicker-Pulvers im Benzin beeinflusst die Viskosität und Brenneigenschaften. Napalm in Flammenwerfern enthält deshalb Verdickungsmittel in geringerer Menge.
Die Aluminiumseifen können einfach z. B. aus Aluminiumhydroxid, Naphthensäure und Palmitinsäure hergestellt werden. Naphthensäuren sind ein technisches Gemisch aus alkylierten Cyclopentan- und Cyclohexansäuren, die durch alkalische Extraktion von Erdöl und Ansäuern der erhaltenen Lösung gewonnen werden. Palmitinsäure kann durch Verseifung von z. B. Kokosöl erzeugt werden und ist in Form ihres Natriumsalzes als Kernseife bekannt.
Die Verdickungsmittel (Thickener) tragen in den Streitkräften der Vereinigten Staaten die Codebezeichnung M1, M2 und M4 und sind durch folgende Standards charakterisiert:
Napalm Thickener
Napalm Thickener, CWS tentative No. 196-131-107, 19. November 1942
Napalm-Verdickungsmittel ist ein basisches Aluminiumsalz, das aus einer homogenen Mischung von Naphthen-, Öl- und Kokossäure zu gleichen Teilen (nach Gewicht) mitgefällt wird. Es werden zwei Arten von Seifen hergestellt: Napalm-B (X-104-A) – wird zur Herstellung von NP-1 und NP-2 verwendet; Napalm-A (X-104-B) – wird zur Herstellung von Flammenwerfertreibstoff verwendet und besteht aus verarbeitetem Napalm-B.
Napalm Thickener
Napalm Thickener, CWS tentative No. 196-131-107A, 25. October 1943
Napalm Thickener ist eine Mischung aus Hydroxyaluminiumseifen, deren Fettsäuren aus etwa 50 % Kokosnussöl, 25 % Naphthensäuren und 25 % Ölsäure entstammen. X-104-(A, B und C) beziehen sich auf die Art der Verpackung. Die Anwesenheit des Antioxidans Alpha-Naphthol ist mittlerweile zwingend erforderlich.

Napalm Thickener
Napalm Thickener (M-1 and M-2), JAN-N-589, 30. April 1948
Napalm Thickener ist eine Mischung aus Hydroxyaluminiumseifen, deren Fettsäuren aus etwa 50 % (30 %) Kokosnussöl, 25 % (5 %) Naphthensäuren und 25 % (65 %) Ölsäure entstammen.
M1 Thickener
Incendiary Oil, MIL-T-589A, 26. August 1953
M1 Thickener ist ein Gemisch aus Aluminiumseifen, in welchen die Fettsäuren zu etwa 50 % (30 %) aus Kokosnussöl, 25 % (5 %) aus Naphthensäuren und 25 % (65 %) aus Ölsäure entstammen.
M2 Thickener
Incendiary Oil, MIL-T-13025C, 2. December 1966
M2 Thickener ist ein weißes Pulver von ähnlicher Zusammensetzung wie M1, jedoch enthält es entgastes Siliciumdioxid als Trennmittel (Antiagglomerant). Ein Trennmittel verhindert das Zusammenbacken eines Pulvers.
M3 Thickener
Incendiary Oil, MIL-T-11204, Cancellation Date: 6. December 1956
M3 Thickener ist ein feines Pulver aus Aluminiumoctanoat (Hydroxylaluminium-bis(2-ethylhexanoat)) und einem Trennmittel. Aluminiumoctanoat ist ein Aluminiumsalz der 2-ethylhexansäure. Es war die Basis der Nassmischung (E9).
M4 Thickener

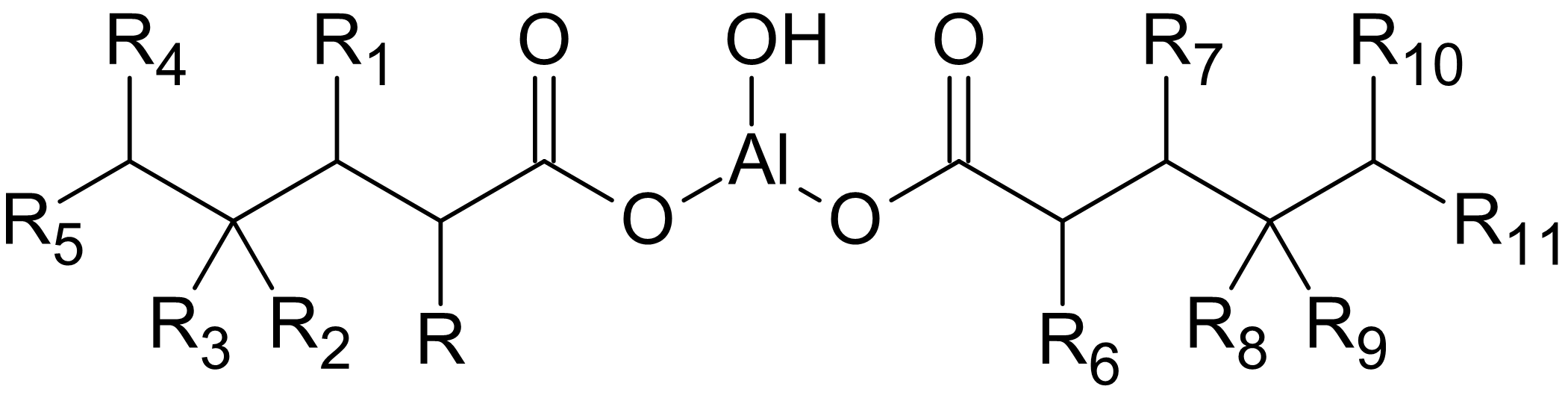
Hydroxylaluminium di-isooctanoat.

Incendiary Oil, MIL-T-50009A, 22. Mai 1959
M4 Thickener ist ein feines Pulver aus Aluminiumisooctanoat und einem Trennmittel. Aluminiumisooctanoat ist ein Aluminiumsalz der Isooctansäure. Als Trennmittel diente ein Zusatz von 2 % Santocel C oder Attzorb clay.
Napalm B
Napalm B, MIL-N-38645, 4. December 1968
Napalm-B (Alecto), eine später entwickelte Variante des Napalms, besteht aus 5Es besteht zu etwa 50 % aus Polystyrol, zu 25 % aus Benzol und zu 25 % aus Benzin.0 % Polystyrol (Dow 666), 25 % Benzol (Butanon) und 25 % Leichtbenzin.:106 Bei Napalm-B wirkt Polystyrol gleichzeitig als brennbares Verdickungsmittel.  Napalm-B bietet erhöhte Zerstörungswirkung und ist weniger leicht entzündlich. Napalm-B ist zähflüssiger als andere Gelbrandstoffe, wodurch die Haftwirkung an Zieloberflächen verbessert und der Feuerballeffekt reduziert wird. Es brennt heißer als herkömmliches Napalm und entwickelt bei der Verbrennung einen charakteristischen Geruch.
Der einzige negative Punkt von Napalm-B besteht darin, dass Polystyrollösungen keine Elastizität aufweisen und daher nicht beständig gegen Fragmentierung des Dispergators sind.
| Bezeichnung    | Verbrennungstemp. | Lösemittel                  | Verdicker und Zusätze | Anwendung                                 |
| -------------- | ----------------- | --------------------------- | --- | ----------------------------------------- |
| Napalm NP-1    | 800…1000 °C       | 91…98 % Benzin              | 4…8 % M-1 oder 2…4 % M-4                                                                                                  | Brandbomben, Brandbehälter, Flammenwerfer |
| Napalm NP-2    | 800…1000 °C       | 91…96 % Benzin oder Kerosin | 3…6 % M-2 | Brandbomben, Brandbehälter, Flammenwerfer |
| Napalm NP-3    | 800…1000 °C       | 89…90 % Benzin oder Kerosin | 3…4 % M-1 oder M-4 | Brandgranaten                             |
| Napalm IM      | > 1000 °C         | 89…90 % Benzin              | 10…11 % eines Gemisches aus 5 % Isobutylmethacrylat (oder Naturkautschuk), 2 % Stearinsäure und 2 % Calciumoxid           | Brandbomben                               |
| Napalm B       | bis 1200 °C       | 25 % Benzin, 25 % Benzol    | 50 % Polystyrol | Brandbomben                               |
| Pyrogel PT-1   | bis 1600 °C       | 30…60 % Benzin              | 3…5 % Isobutylmethacrylat, 10 % Magnesiumpulver, 3 % Kerosin sowie Erdölrückstände, Asphalt, Aktivkohle und Natriumnitrat | Brandbomben, Brandbehälter, Brandgranaten |
| Pyrogel PT-2   | 1600…2000 °C      | 60 % Benzin                 | 5 % Isobutylmethacrylat, 10 % Magnesiumpulver, 3 % Kerosin sowie Asphalt, Bariumnitrat                                    | Brandbomben, Brandbehälter, Brandgranaten |
| Pyrogel PT-V   |                   | 60 % Benzin                 | 5 % Polybutadien, 6 % Natriumnitrat, 28 % Magnesiumpulver und etwas p-Aminophenol                                         | Brandbomben                               |
| Octal (OT)     | 800…1000 °C       | 98…94% Benzin               | 2…6% M-3 | Brandbomben, Brandbehälter, Flammenwerfer |
| Isooctal (ISO) | 800…1000 °C       | 98…94% Benzin               | 2…6% M-4 | Brandbomben, Brandbehälter, Flammenwerfer |

Tabelle entnommen aus NVA-Dienstvorschrift A 053/1/003 „Brandwaffen“.
Durch den Einsatz von Naturkautschuk oder Isobutylmethacrylat als Verdicker wird eine besonders starke Haftung erzielt. Der Zusatz von Magnesiumpulver erhöht die Verbrennungstemperatur. Die russische Gelbrandmischung ONP-605 haftet auch auf nassen sowie schneebedeckten Oberflächen und eignet sich zum Einsatz auch bei niedrigen Temperaturen ab −30 °C.
Die Forschung und Entwicklung moderner Brandstoffe geht auf den Ersten Weltkrieg zurück, als die US-amerikanische CWS unter der Leitung von Arthur B. Ray Verbindungen namens „Solid Oil“ (SO) entwickelte. Vor dem Zweiten Weltkrieg konzentrierte sich die Aufmerksamkeit auf die Verwendung von Naturkautschuk zur Verdickung von Kraftstoffen. Die Forschung führte zur sehr kurzen Einführung von drei Kraftstoffarten auf Basis von Latexderivaten. Die Forschung wurde aufgrund von Rohstoffknappheit nicht abgeschlossen und die Tests wurden während des Kalten Krieges unter dem Formcode E8 wieder aufgenommen. Während des Zweiten Weltkriegs und des Kalten Krieges wurden vom US Army Chemical Corps mehrere experimentelle (E) Materialien entwickelt, und mehrere militärische Einheiten entwickelten Materialien für den Einsatz als Brandstoff.
| Code oder Name                                             | Chemischer Natur | Adoption oder Grund für die Nichtadoption/Disqualifikation | Anwendung                                                                        |
| ---------------------------------------------------------- | --- | --- | -------------------------------------------------------------------------------- |
| Napalm (körperliche Mischung)                              | Mischung aus in Benzin gelöstem Aluminiumnaphthenat (saurem Disalz) und „Aluminiumpalmitat“ (Monosalz) in definierten Anteilen. Es können Zusatzstoffe zugesetzt werden. | Im Feld nicht anwendbar. | Im Feld nicht anwendbar.                                                         |
| Oleopalm (körperliche Mischung)                            | Mischung aus in Benzin gelöstem Aluminiumoleat (saures Disalz) mit „Aluminiumpalmitat“ (Monosalz) in definierten Anteilen. Es können Zusatzstoffe zugesetzt werden. | Im Feld nicht anwendbar. | Im Feld nicht anwendbar.                                                         |
| Palmene (körperliche Mischung)                             | Mischung aus in Benzin gelöstem Aluminiumcocoat (Monosalz) mit einer Mischung ungesättigter Fettsäuren unter dem Handelsnamen Neo-Fat 3R in definierten Anteilen. | Im Feld nicht anwendbar. | Im Feld nicht anwendbar.                                                         |
| Napalm (X-102)                                             | Naphthensäure und Kokosfettsäure, zu gleichen Teilen mit Aluminium ausgefällt. Die Mischung wurde modifiziert, das Verhältnis beträgt 3 zu 7. | Die Versorgung mit Naphthensäure war entscheidend. Die Gele haben eine schlechte Haftung (Neigung zur Zahnfleischbildung). | Forschung und Entwicklung.                                                       |
| Napalm (polymer gum)                                       | Mischung aus in Benzin gelöstem Aluminiumnaphthenat (saurem Disalz) und „Aluminiumpalmitat“ (Monosalz) in definierten Anteilen. Das Material wurde anschließend in einem Verdünnungsmittel erhitzt, was zur teilweisen Kombination der freien organischen Säure führt. | Im Feld nicht anwendbar. | Im Feld nicht anwendbar.                                                         |
| Oleopalm (X-103)                                           | Ölsäure und Kokosfettsäure, zu gleichen Teilen mit Aluminium ausgefällt. Die Mischung wurde modifiziert, das Verhältnis beträgt 8 zu 2. | Ersatz für X-104, falls die Versorgung mit Naphthensäure unterbrochen war | Forschung und Entwicklung.                                                       |
| Napalm Thickener (CmlC Tent. of November 1942)             | Ölsäure, Naphthensäure und Kokosfettsäure, zu gleichen Teilen mit Aluminium ausgefällt. | Verdickungsmittel als „Napalm thickener“ übernommen. Übermäßig instabil gegenüber Luftoxidation. Es wird in zwei Typen hergestellt: X-104-A und X-104-B. | Brandbomben, Flammenwerfer und Minen.                                            |
| X-104-A (CmlC Tent. of November 1942)                      | ". | Die Gelierkraft ist ähnlich wie bei der Originalseife X-104. Verpackung Typ A. Es wird als Napalm Typ B bezeichnet. Wird zur Herstellung von NP-Brandöl verwendet. | Brandbomben                                                                      |
| X-104-B (CmlC Tent. of November 1942)                      | ". Der Niederschlag wird einer speziellen Behandlung unterzogen, um die Abbindegeschwindigkeit zu verlangsamen. | Die Gelierkraft ist ähnlich wie bei der Originalseife X-104. Verpackung Typ B. Es wird als Napalm Typ A bezeichnet. | Flammenwerfer                                                                    |
| Napalm Thickener (CmlC Tent. of October 1943)              | Ölsäure, Naphthensäure und Kokosfettsäure, gemeinsam mit Aluminium ausgefällt, im Verhältnis 1:1:2. | Verdickungsmittel als „Napalm thickener“ übernommen. Die Seifen X-104-C, X-104-B und X-104-A beziehen sich nur auf die Art der Verpackung und Verwendung. X-104-A or napalm type B: Wird zur Herstellung von NP-Brandöl verwendet (es wurde nicht zu den Schiffen transportiert). X-104-B or napalm type A: Wird zur Herstellung von Flammenwerfertreibstoff und Brandbomben verwendet. X-104-C or napalm type C: Wird zur Vorbereitung von Brandbomben auf dem Feld verwendet. | Brandbomben, Flammenwerfer und Minen.                                            |
| Napalm Type-I (CWS tent. No. 196-131-103)                  | Homogene Mischung aus Napalm-Verdickungsmittel (1942) mit 90 % Benzin | Mischung durch überarbeitet ersetzt. | Füllen zur M47- und M47A1                                                        |
| Napalm Type-I (CWS tent. No. 196-131-103A and MIL-O-13311) | Homogene Mischung aus Napalm-Verdickungsmittel (1943) mit 88,5 % Benzin | Mischung als Füllstoff für M47 übernommen. | Füllen zur M47- und M47A1(A2)-Bomben.                                            |
| Napalm Type-II (CWS tent. No. Unbekannt)                   | Homogene Mischung aus Napalm-Verdickungsmittel (1943) mit 91 % Benzin | Mischung als Füllstoff für M69 übernommen. | Füllung zur M69-Bombe                                                            |
| M1 thickener (MIL-T-589A)                                  | ". Die anspruchsvollere Spezifikation macht diese Version des Verdickers stabiler. | Verdickungsmittel übernommen als M1 (Formel 1). " | Standardverdicker für Flammenwerferbrennstoffe.                                  |
| M1 thickener (MIL-T-589A)                                  | Ölsäure (65 %), Naphthensäure (5 %) und Kokosfettsäure (30 %), gemeinsam mit Aluminium ausgefällt. | Verdickungsmittel übernommen als M1 (Formel 2). " | Standardverdicker für Flammenwerferbrennstoffe.                                  |
| U. S. Navy Napalm Thickener Type I                         | M1 mit schneller Abbindegeschwindigkeit. Aufgrund der hohen Abbindegeschwindigkeit wurde ein Antibackmittel (MgCO3) zugesetzt. Das Produkt wird nach der Standardmethode gefällt und anschließend gemahlen oder durch ein spezielles Fällungsverfahren aufbereitet. | Verdickungsmittel, das im Zweiten Weltkrieg von der US-Marine übernommen wurde | Brandbomben.                                                                     |
| M2 thickener (X-104 soap type II – E2R1 thickener)         | M1 mit schneller Abbindegeschwindigkeit. M1 mit einer innigen Mischung aus 5 % Trennmittel (EA direct. No. 576). " | Verdickungsmittel, das von der US Luftstreitkräfteals M2 übernommen wurde. | Brandbomben.                                                                     |
| Napalm-B (Mil-N-38645)                                     | Bestehend aus Benzin (25 %), Polystyrol (50 %) und Benzol (25 %). | Nicht standardmäßig. Es ist für den Einsatz bei kaltem Wetter ungeeignet. Flüssigkeit ohne Elastizität. | Brandbomben.                                                                     |
| Napalm-B (Mil-N-38645)                                     | Bestehend aus Benzin (25 %), Polystyrol (50 %) und Methylethylketon (25 %). | Nicht standardmäßig. Es ist für den Einsatz bei kaltem Wetter ungeeignet. Flüssigkeit ohne Elastizität. Von der US-Marine übernommen. | Brandbomben.                                                                     |
| M3 thickener (E3 thickener)                                | Ist ein feines weißes Pulver mit Antibackmittel. Es handelt sich um das Hydroxylaluminiumbis(2-ethylhexanoat) | Verdickungsmittel, das von der US-Marine als M3 übernommen wurde. Es wurde für veraltet erklärt und durch das kompatiblere M4 ersetzt. | Brandbomben, Flammenwerfer und Minen.                                            |
| Westco gel                                                 | Besteht aus Kohlenwasserstoff-Kraftstoffen, die durch In-situ-Bildung von Natriumseife durch die Reaktion von einfach und mehrfach ungesättigten Fettsäuren mit wässriger NaOH in Gegenwart eines Tensids verdickt werden. | Von der US-Luftstreitkräfteals übernommener Brandsatz. | Brandbomben                                                                      |
| Pyrotechnic gel-1 (MIL-I-10223 – PT-1)                     | Petroleumöl, Benzin, carbothermisches Magnesium (Goop), IM-Polymerseife (AE) und Natriumnitrat. Für die Anwendung wurden zwei Formeln entwickelt. | ". Von der US-Armee, US Luftstreitkräfteals und der US-Marine übernommener Brandsatz. | Brandbomben                                                                      |
| PT-1 type I (D2-9-PT)                                      | 49 % Magnesiumpaste, 2,5 % IM-Polymer AE-Qualität, 10 % Magnesiumpulver (Typ I), 3 % Petroleumölextrakt, 30,5 % Benzin und 5 % Natriumnitrat | Von der US-Armee, US Luftstreitkräfteals und der US-Marine übernommener Brandsatz. | Standardfüllung für M74 und M76.                                                 |
| PT-1 type II (D2-12-PT)                                    | 41 % Magnesiumpaste, 4 % IM-Polymer AE-Qualität, 8 % Magnesiumpulver (Typ I), 2,5 % Petroleumölextrakt, 38 % Benzin und 6,5 % Natriumnitrat | Von der US-Armee, US Luftstreitkräfteals und der US-Marine übernommener Brandsatz. | Standardfüllung für M47.                                                         |
| E4 thickener                                               | Aluminiumdisäureseife aus Isooctoinsäuren (Mischung aus Trimethylpentansäure, Dimethylhexansäure und Methylheptoinsäure) | Experimenteller Verdicker. M4 in der Versuchsphase. Bestimmung der Vorbereitungsbedingungen, um ein Produkt mit optimaler Qualität zu erhalten. | Experimentelles Verdickungsmittel für Brandbomben und Flammenwerfertreibstoffe.  |
| M4 (Mil-t-50009 – E4R1 thickener)                          | Aluminiumdisäureseife aus Isooctoinsäuren (Mischung aus Trimethylpentansäure, Dimethylhexansäure und Methylheptoinsäure) mit einem Antibackmittel. | Verdickungsmittel als M4 übernommen. | Standardverdickungsmittel für Brandbomben und Flammenwerfertreibstoffe.          |
| Alunat                                                     | ". Im Auftrag von Witco hergestellt. | Verdickungsmittel von Schweden übernommen. | "                                                                                |
| Opalm                                                      | Bestehend aus 90 Gewichtsteilen Polyisobutylen unter dem Handelsnamen „Opanol-B“ und 10 Gewichtsteilen Aluminiumcocoat. | Ein kommerzieller Brandstoff, entwickelt in der Schweiz. Es wurde nicht übernommen, da Napalm viel billiger ist. | Brandbomben                                                                      |
| OP-2                                                       | Aluminiumsalz roher Naphthensäuren (Di- und „Monosalz“). Grobes Pulver unterschiedlicher Farbe. | Von der Sowjetarmee übernommenes Verdickungsmittel. | Standardverdickungsmittel für Brandbomben und Flammenwerfertreibstoffe.          |
| Northick                                                   | Aluminiumseifen aus einer Mischung aus Wal-, Laurin- und Tallölsäuren (70:15:15) | Von Norwegen übernommenes Verdickungsmittel. | "                                                                                |
| NK                                                         | Aluminiumsalze gereinigter Naphthensäuren: stark verdickendes (HT) und niedrig verdickendes (LH) Naphthenat-Aluminium; weißblaues Pulver. | Von der Sowjetarmee übernommenes Verdickungsmittel. | "                                                                                |
| F.R.A.S. (K-fuel)                                          | Gebrauchsfertiger Kraftstoff. Bestehend aus Aluminiumstearat (Di- und Monosäure), Benzin und Xylenol. | Von der britischen Armee übernommenes Brandgemisch. | Flammenwerfer.                                                                   |
| E5 thickener                                               | Aluminiumseife aus tierischen Fettsäuren, Ölsäure und dimerisierter Linolsäure (45:50:5) | Experimenteller Verdicker. Er ist weniger kraftstoffverträglich als der M4. Bestimmung der Vorbereitungsbedingungen, um ein Produkt mit optimaler Qualität zu erhalten. | Experimentelles Verdickungsmittel für Brandbomben- und Flammenwerfertreibstoffe. |
| Geletrol                                                   | Aluminiumseifen aus Ölsäure (Di- und „Monosalz“). | Von der australischen Armee übernommenes Verdickungsmittel. | Standardverdickungsmittel für Brandbomben und Flammenwerfertreibstoffe.          |
| Camgel (XQ-Fuel)                                           | In-situ hergestelltes Benzingel durch Reaktion einer Lösung bestehend aus Ölsäure, Wasser, Kresol und Aceton mit in Benzin gelöstem Aluminiumkresylat (6,1:0,08:0,8:5,5). | Experimentelle Zweistrom-Brandmischung | Brandbomben.                                                                     |
| T-55                                                       | Eine Lösung bestehend aus Aluminiumseifen von Tallölfettsäuren (TOFA) und Cellosolve. | Ein schwedischer Kraftstoffverdicker. | "                                                                                |
| Pyrotechnic gel-2 (PT-2)                                   | Erdöl, Benzin, carbothermisches Magnesium (Goop), GR-S-Kautschuk, Natriumnitrat und Schwefelmonochlorid. Für die Anwendung wurden zwei Formeln entwickelt. | Experimentelle Füllung für Brandbomben. | Brandbomben                                                                      |
| PT 2 type I                                                | 45 % Magnesiumfett, 36,75 % Benzin, 1 % Stearinsäure, 10 % grobes Magnesium, 4,25 % Natriumnitrat, 3 % GR-S-Gummi, 0,5–0,625 % S2Cl2 | " | Experimentelle Füllung für M74 und M76.                                          |
| PT 2 type II                                               | 30 % Magnesiumfett, 44 % Benzin, 10 % grobes Magnesium, 4,25 % Natriumnitrat, 8 % GR-S-Gummi, 0.2 % S2Cl2 | " | Experimentelle Füllung für M47.                                                  |
| IM type I (MIL-O-13297)                                    | Bestehend (Gewichtsteile) aus 5 % Stearinsäure, 3 % Isobutylmethacrylat-Polymer (AE), 2 % ungelöschtem Kalk, 88,8 % Benzin, 1,2 % Wasser. | Von den USA übernommene Brandmischung. | "                                                                                |
| OP-3                                                       | Aluminium-Magnesium-Salz roher Naphthensäuren (Di- und Monosalz). Grobes Pulver unterschiedlicher Farbe. | Unbekannt | Unbekannt                                                                        |
| Alumagel                                                   | Aluminiumseifen aus Ölsäure (Di-Salz). Zur Verstärkung der Verdickungswirkung wird ein nichtionogener tensidischer Zusatzstoff zugesetzt. | Ein kommerzielles Verdickungsmittel, das für militärische Zwecke verwendet wird. Von Witco übernommener Handelsname. | Brandbomben, Flammenwerfer, Minen.                                               |
| Steolate                                                   | Aluminiumseifen aus Öl- und Stearinsäure (Disäure und „Trisäure“). | US-experimentelles Verdickungsmittel. | "                                                                                |
| W thickener                                                | Aluminiumseifen aus Talgfettsäure (Disalz). Eine andere Variante verwendet Tri-Säure- und Di-Säure-Seife. | " | "                                                                                |
| Sodium aluminate solution                                  | In-situ-Benzingel, das durch Mischung einer speziellen Mischung von Fettsäuren (Kokos-, Öl-, Ricinol- und Naphthensäure (3:1,5:2:1,5) mit 0,25 Teilen Triethanolamin) mit Natriumaluminatlösung gebildet wird. | " | Brandbomben.                                                                     |
| E5R2 Thickener                                             | Aluminiumseife aus tierischen Fettsäuren, Ölsäure und dimerisierter Linolsäure (45:50:5) | " | "                                                                                |
| Liquid-Liquid Thickener (E6?)                              | Ein 2-Flüssigkeits-Verdickersystem. Ein Verdickersystem mit zwei Flüssigkeiten. Flüssigkeit 1: 75 % Aluminiumdiisopropoxid-2-butoxid in Toluol. Flüssigkeit 2: 4 % synthetische Säuren, 0,2 % Wasser und 2 % Isopropanol. Die Flüssigkeiten werden im gleichen Brennstoff verdünnt, eingedickt, aber getrennt und dann durch einen Zweistromfluss kontaktiert.                                                                                          | " | "                                                                                |
| E7 Thickener                                               | Eine Brennstoffmischung für Flammenwerfer, bestehend aus etwa 0,05 bis 1,5 Gewichtsprozent Polyoxyethylensorbitantrioleat, gelöst in Benzin, dem eine flüssige Mischung aus 15 bis 40 Gewichtsprozent eines Latex-Pourpoint-Depressors, ausgewählt aus Ethylenglykol, Glycerin oder Formamid, und 60 bis 85 Gewichtsprozent Latex, der 60 Gewichtsprozent synthetische Kautschukfeststoffe enthält, zugesetzt wird.                                     | " | Brandbomben, Flammenwerfer, Minen.                                               |
| Camgel (NR)                                                | In situ hergestelltes Benzingel durch die Reaktion einer Ölsäurelösung, bestehend aus Ölsäure, Aceton und Wasser in definierten Anteilen, mit einer Lösung von Aluminiumkresylat in Benzin in definierten Anteilen. | Für die US Navy entwickeltes Brandmittel. Komplette Entwicklung. Ersatzverdicker für US Navy Verdicker Typ I, bei Engpässen. | Brandbomben.                                                                     |
| Flamex                                                     | Bestehend aus eingedicktem Treibstoff, Hydrazinnitrat und einem Primärsprengstoff. | US-experimentelles Verdickungsmittel. | "                                                                                |
| IM type II (1942)                                          | Bestehend in Gewichtsteilen aus 2,5 % Stearinsäure, 2,5 % Naphthensäure, 5 % Isobutylmethacrylat-Polymer (NR), 3 % wässrigem Natriumhydroxid (40 %), 87 % Benzin. | Von den USA übernommener Brandsatz. | Füllung für den AN-M69.                                                          |
| IM type II (1944)                                          | Das Isobutylmethacrylat-NR-Polymer wurde durch AE-Qualität ersetzt. | US-experimentelles Verdickungsmittel. | "                                                                                |
| E7R1                                                       | Verdickungsmittel auf Latexbasis, bestehend aus X-711-Kautschuk, Formamid, nichtionischem Tensid und Wasser (50:21:10:14). | US-experimentelles Verdickungsmittel. | Brandbomben.                                                                     |
| E8                                                         | Verdickungsmittel auf Basis von Naturlatex. Eine Brennstoffmischung für Flammenwerfer, bestehend aus etwa 0,05 bis 1,5 Gewichtsprozent Polyoxyethylensorbitantrioleat, gelöst in Benzin, dem eine flüssige Mischung aus 15 bis 40 Gewichtsprozent eines Latex-Pourpoint-Depressors, ausgewählt aus Ethylenglykol, Glycerin oder Formamid, und 60 bis 85 Gewichtsprozent Latex, der 60 Gewichtsprozent Naturkautschukfeststoffe enthält, zugesetzt wird. | Verdickungsmittel E7 gut entwickelt, geringe Entwicklung bei E8. | "                                                                                |
| E9                                                         | M3 plus Netzmittelmischung (Mischung aus oberflächenaktivem Mittel/Wasser/Colösungsmittel). | US-experimentelles Verdickungsmittel. | Brandbomben, Flammenwerfer, Minen.                                               |
| E9R1                                                       | M3 plus Netzmittelmischung (Fettsäure/Wasser/Colösungsmittelmischung). | US-experimentelles Verdickungsmittel. | Brandbomben, Flammenwerfer, Minen.                                               |
| E10                                                        | Verdickungsmittel auf Basis von Vollkautschuk. Bestehend aus Polybutadien, Talk und Tensid (94:3:3). | " | "                                                                                |
| PT-3 gel                                                   | 10 % Erdölextrakt, 37,5 % Benzin, 10 % Mg-Al-Legierung, 30 % grobes Magnesium, 6,5 % Natriumnitrat, 6 % GR-S-Gummi, 0,1875 % S2Cl2 | " | Brandbomben.                                                                     |
| PT-5                                                       | 28 % Magnesium (Typ I, Klasse A, Körnung 7), 6 % Polybutadien (XP-268), 5 % Natriumnitrat, 61 % Benzin | " | "                                                                                |
| PT5R2                                                      | 28 % Magnesium (Typ I, Klasse A, Körnung 7), 5 % Polybutadien (XP-268), 5 % Natriumnitrat, 61 % Benzin, 0,1 % p-Aminophenol. | " | "                                                                                |
| F-122 (basic formula)                                      | Besteht aus Benzin, das durch In-situ-Bildung von Natriumseife durch die Reaktion von Fettsäuren mit wässriger NaOH verdickt wird. Bestehend aus Stearinsäure, Kolophonium (WG), Rizinusöl, Natronlauge, Wasser und Benzin (3,5:1,8:3:1,1:2,2:88,4) | " | "                                                                                |
| F-122                                                      | Besteht aus Kraftstoff, der durch In-situ-Bildung von Natriumseife durch die Reaktion von Fettsäuren mit wässriger NaOH verdickt wird. Bestehend aus Stearinsäure, Kolophonium (WG), Rizinusöl, Natronlauge, Wasser, Benzin und Kerosin (3,5:1,75:3:2:2:81,25:6,5) | " | "                                                                                |
| IM type III                                                | Bestehend in Gewichtsteilen aus 3 % Stearinsäure, 3 % Naphthensäure, 2 % Isobutylmethacrylat-Polymer (AE), 4,5 % wässrigem Natriumhydroxid (40 %), 87,5 % Benzin. | Von den USA übernommener Brandsatz. | Füllung für den AN-M69.                                                          |
| Solid Oil (SO)                                             | In-situ in einem Heizöldestillat (Oktan) erzeugtes Natriumstearat. | Von der US-Armee übernommenes Brandgemisch | Füllung für das 50-Pfund. Bomben abwerfen                                        |
| Nitrile Flame Agent                                        | Ein verbessertes leitfähiges Wärmefluss-Flammenmittelsystem – bestehend aus geliertem Acrylnitril mit einem Terpolymer (bestehend aus Acrylnitril, Methylmethacrylat und Acrylsäure), das reaktive Carbonsäuregruppen enthält, mit einer organischen Vernetzungsverbindung (2,4,6-Aziridinyl-s-triazin). | Experimentelle Brandmischung aus den USA. | Brandbomben, Flammenwerfer, Minen.                                               |
| Aluminum palmitate (metasap)                               | Aluminiumcocoat mit einem Tonerdeanteil von 17 Gew.-%. | Sie wurde durch eine Kopräzipitationsreaktion ersetzt. | Forschung und Entwicklung.                                                       |
| TDI flame mixture                                          | Eine Stoffzusammensetzung, die im Wesentlichen aus einem brennbaren flüssigen Kohlenwasserstoff und einem Reaktionsprodukt von Toluylendiisocyant mit einer Mischung besteht, die ein Mitglied der Gruppe bestehend aus Oleylamin und Linoleylamin mit Bis(3-aminopropylamino)-Derivat von dimerisierter Linoleylsäure umfasst. | Experimentelle Brandmischung aus den USA. | Brandbomben, Flammenwerfer, Minen.                                               |
| Flammol No. 19                                             | Es handelt sich um ein komplexes Gemisch aus aus Kohlenteer destillierten Verbindungen, peptisiert durch größere Homologe des Phenols. Es werden zwei Zusammensetzungen angegeben. | Von der deutschen Wehrmacht im Zweiten Weltkrieg eingesetzter Brandbrennstoff | Brandbomben, Flammenwerfer, Minen.                                               |
| Flammol No. 19 - Composition 1                             | 44 % schweres Benzol; 27 % flüssiges Brikettpech; 27 % Anthracenöl; 2 % höhere Phenolhomologe. | " | "                                                                                |
| Flammol No. 19 - Composition 2                             | 40 % schweres Benzol; 35 % flüssiges Brikettpech; 20 % Anthracenöl; 5 % höhere Phenolhomologe. | " | "                                                                                |
| Rheal-I                                                    | Es handelt sich um ein kristallines Pulver, auch bekannt als Carbutal (karbonisiertes Aluminium-2-butoxid), das durch Karbonisierung des Alkoxids gewonnen wird. Bei kontrollierter Hydrolyse wirkt es als aktives Verdickungsmittel. Es hat eine hohe Kompatibilität mit organischen Lösungsmitteln. | Von der deutschen Wehrmacht im Zweiten Weltkrieg eingesetzter Brandbrennstoff | Flammenwerfer                                                                    |
| Rheal-II                                                   | Verdickungsmittel unbekannter Zusammensetzung, nicht hydrolysierbar. | Von der deutschen Wehrmacht im Zweiten Weltkrieg eingesetzter Brandbrennstoff | Flammenwerfer                                                                    |
| Rheal-V                                                    | Kraftstoffverdicker auf Aluminiumbasis, sehr ähnlich zu Rh 6. | Von der deutschen Wehrmacht im Zweiten Weltkrieg eingesetzter Brandbrennstoff | Flammenwerfer                                                                    |
| Versuchs-Anstalt flammol werke                             | Es handelt sich um einen Kraftstoff, der zu 70 % aus Benzin, zu 20 % aus Teeröl und zu 10 % aus einem Kunstharz namens Quellemasse besteht. | Brandtreibstoff, der von der deutschen Marine am Ende des Zweiten Weltkriegs übernommen wurde | Flammenwerfer                                                                    |
| Incendigel                                                 | Eine Aluminiumseife mit unbekannter Zusammensetzung. | Experimenteller Expander der USA, der während des Vietnamkriegs eingesetzt wurde | Brandbomben                                                                      |
| Napalm B (Alecto), MIL-N-38645                             | Es besteht zu etwa 46 % (50 %) aus Polystyrol (Dow 666), zu 21 % (25 %) aus Benzol (butanon) und zu 33 % (25 %) aus Benzin. Die nicht optimierte Zusammensetzung steht in Klammern | Brandbombe, die von der US-Luftwaffe übernommen wurde | Brandbomben                                                                      |
| Instant-gel                                                | Ein Hydroxyaluminium-Kopräzipitat aus Kokosnuss- und Erdnussölfettsäuren (70:30), adsorbiert auf Polymer. Enthält 0,1–0,15 α-Naphthol. | Von den indischen Streitkräften eingesetzter Kraftstoffverdicker | Brandbomben, Flammenwerfer, Minen.                                               |
| Rheal-VI                                                   | Geliermittel aus der Reaktion von Butal, C6-C9-Fettsäuren und Wittener Vorlauffettsäuren. | Von der deutschen Wehrmacht im Zweiten Weltkrieg eingesetzter Brandbrennstoff | Brandbomben, Flammenwerfer, Minen.                                               |
| Aluminiumalkoholat                                         | Aluminiumseife aus Monoalkylcarbonsäuren. Hochwirksames Verdickungsmittel, untersucht von Rheipreussen. | Von der deutschen Wehrmacht im Zweiten Weltkrieg eingesetzter Brandbrennstoff | Flammenwerfer                                                                    |

## Produktion
Die Produktion erfolgt in einem dreistufigen Prozess. Im ersten Schritt reagierte eine Mischung organischer Säuren mit einer Aluminiumsulfatlösung in Gegenwart einer wässrigen Natriumhydroxidlösung. Um die Ausfällung zu erzwingen, wird ein kontrollierter Überschuss an Alaun verwendet. Die folgenden Schritte entsprechen der Verarbeitung der Seife und können je nach Anbieter stark variieren.
{\displaystyle {\ce {2 OH- + 4 RCOO- + Al2(SO4)3 ->2 (RCOO)2AlOH + 3 SO4^2^-}}}
In der zweiten Stufe wird der in der ersten Stufe gebildete Seifenniederschlag gewaschen, entwässert und anschließend getrocknet (wobei das Produkt entsteht). Aufgrund des Vorhandenseins von Doppelbindungen in einem der Reagenzien ist die Verwendung von Alpha-Naphthol zwingend erforderlich – obwohl Naphtensäure natürliche Antioxidantien enthält; Im dritten Schritt wird das dehydrierte Produkt in einen speziellen Behälter verpackt.
Der Überschuss an Ätznatron über 50 % führte zur Bildung von überschüssigem Aluminiumhydroxid, das als Opferverbindung fungierte, da der pH-Wert der Fällung unter 7 lag. Das Napalm mit der höchsten Aktivität auf flüssige Kohlenwasserstoffe wurde mit einem Überschuss von 60 % Ätznatron und war daher wird häufig von Bauunternehmern verwendet.
{\displaystyle {\ce {18 OH- + 30 RCOO- + 8 Al2(SO4)3 ->}}} {\displaystyle {\ce {15 (RCOO)2AlOH + Al(OH)3 + 24 SO4^2^-}}}
Obwohl verschiedene Auftragnehmer Napalm produzierten, verwendeten sie unterschiedliche Verfahren. Sie bestehen aus vier Techniken, die auf der obigen chemischen Gleichung basieren, aber nur drei Konfigurationen wurden für die industrielle Herstellung von Napalm verwendet.
- Batch-Methode-1 (One-Stream): Bei der „Einstrom“-Methode handelt es sich um eine Batch-Methode. Die technische Beschreibung besteht darin, dem Reaktor, der die gemischten Säuren enthält, die gesamte Menge der Base hinzuzufügen, um die Seife mit überschüssiger Natronlauge zu bilden. Dem Reaktor wird Aluminiumsalz zugegeben, bis es zur Ausfällung kommt.
- Two-Stream (Colgate-Palmolive-Peet Methode): Bei der Zweistrommethode handelt es sich um eine kontinuierliche Produktionsmethode. Die Seifenherstellung mit dieser Technik erfolgt in zwei Schritten. Der erste Schritt besteht darin, einen Reaktor unter starker Bewegung mit konstanten Mengen Seife mit überschüssiger Natronlauge und Aluminiumsalz zu versorgen; Der erste Inhalt fällt nicht aus und fließt ständig in den zweiten Reaktor über, wo er einen letzten Kontakt mit einem konstanten Volumen des anderen Reagenzes erhält. Das chemische Grundprinzip ist identisch mit dem der erstgenannten Methode, d. h. das Aluminiumsalz ist das anfängliche limitierende Reagenz.
- Batch-Methode-2 (One-Stream): Bei dieser „One-Stream“-Methode handelt es sich um eine Batch-Methode. Die technische Beschreibung besteht darin, dem Reaktor mit den gemischten Säuren die äquimolare Menge Base hinzuzufügen, um die „neutrale“ Seife zu bilden, wobei dem Salz überschüssiges Ätznatron hinzugefügt wird, wodurch das „gehärtete“ Aluminiumsalz entsteht. Dem Reaktor wird Aluminiumsalz zugegeben, bis es zur Ausfällung kommt. Das Grundprinzip dieser Methode ist mit den anderen identisch.
- Batch-Methode-3 (One-Stream): Bei dieser „One-Stream“-Methode handelt es sich um eine Batch-Methode. Die technische Beschreibung besteht darin, die Additionskonfiguration zwischen den Reagenzien umzukehren. Bei dieser Methode wird alkalische Seife als limitierendes Reagenz verwendet.

Die Batch-Methode 1 wurde von vielen Auftragnehmern übernommen und auch als Standardmethode für die Herstellung von Aluminiumseifen empfohlen (Nuodex, McGean, Oronite, California Ink, Ferro und Eakins). Zwei-Strom wurde am zweithäufigsten verwendet (Harmon, Pfister, Eakins, Colgate-Palmolive-Peet und Ferro), das Verfahren mit teilweise neutralisiert Alaun wurde nur von einem Vertragspartner (Imperial Paper & Color Co.) durchgeführt. 

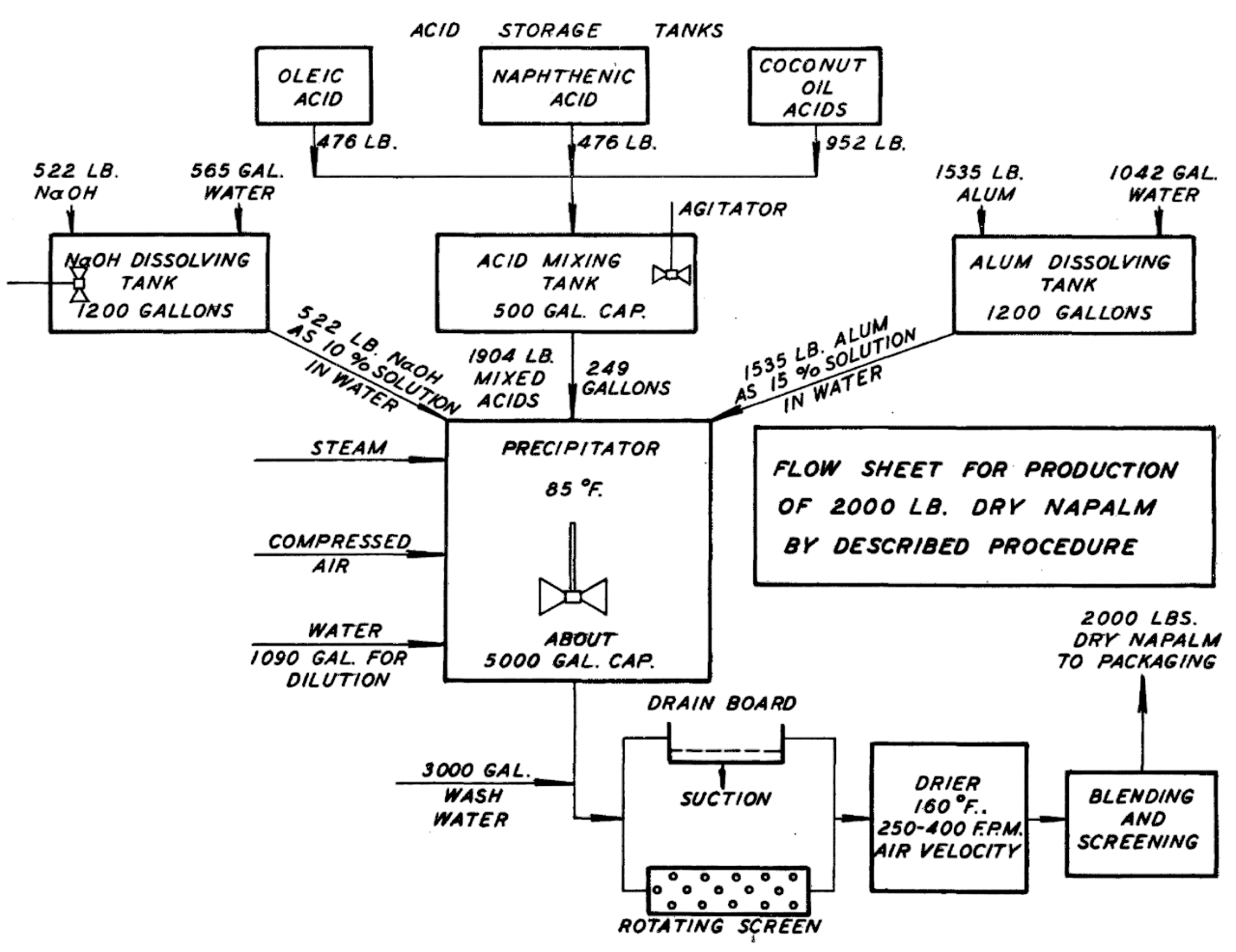
Schematisches Ablaufdiagramm für die Batch-Produktion von Napalm im „One-Stream“-Verfahren.

Der überschüssige Alaun ist nicht fixiert und variiert je nach Molarkonzentration der Reaktanten, der Ionenstärke der Lösung und der Art der solvatisierten Ionen. Diese typischen Variablen beeinflussen auch die chemische Zusammensetzung der Aluminiumseife. Die Herstellung von Aluminiumseifen ist relativ schwierig, da Aluminiumhydroxid polymorph ist und Sulfat kein chemisch inertes Nebenprodukt ist.
Das ursprüngliche Napalm wurde von Fieser durch Mischen von Aluminiumnaphthenat („Monosäureseife“) und Metasaps Aluminiumpalmitat (Monosalz) zu einem leichten Brennstoff hergestellt, was zu einer synergistischen (in-situ) chemischen Reaktion führte:
{\displaystyle {\ce {2 (RCOO)2AlOH:RCOOH + (RCOO)2AlOH:Al(OH)3 ->}}} {\displaystyle {\ce {3 (RCOO)2AlOH + Al(OH)3(RCOOH)2}}}
Bei der Herstellung von Napalm (Polymergummi) kam es zu einem „Verschmelzungsprozess“ zwischen Aluminiumhydroxid und organischer Säure, wobei Wasser freigesetzt wurde. Das resultierende Produkt lieferte stärkere Gele, als die entsprechenden Säuren einfach in den feinen Kraftstoff zu diffundieren.
{\displaystyle {\ce {2 (RCOO)2AlOH:RCOOH + (RCOO)2AlOH:Al(OH)3 ->}}} {\displaystyle {\ce {4 (RCOO)2AlOH + 2 H2O}}}

## Geschichte

### Zweiter Weltkrieg

#### Europa

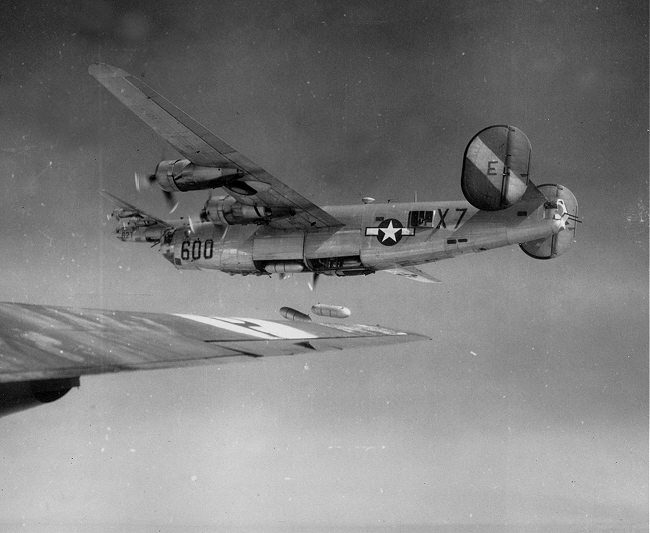
Napalm-Einsatz am 15. April 1945 in Europa

Der erste belegte Kriegseinsatz von Napalm erfolgte im Juli 1943, im Rahmen der Operation Husky bei der Landung auf Sizilien. Dort setzten US-Truppen Napalm mit dem M1A1-Flammenwerfer ein.:137, 139 Der erste großangelegte Luftangriff mit Napalmbomben erfolgte am 9. Oktober 1943 auf das Montagewerk von Focke-Wulf bei Marienburg. Dabei kamen AN-M47-Bomben befüllt mit Napalm und Weißem Phosphor zum Einsatz.:141 Die Fabrik wurde bei diesem Angriff nahezu komplett zerstört. Der nächste belegte Luftangriff mit Napalm erfolgte am 14. Oktober 1943 bei einem Bombenangriff auf die Kugellagerwerke in Schweinfurt. Bei diesem Angriff kamen wiederum mit Napalm und Weißem Phosphor befüllte AN-M47-Bomben zum Einsatz. Danach wurde Napalm auf dem europäischen Kriegsschauplatz auch durch Jagdbomber zur Luftnahunterstützung eingesetzt. So wurde vom Juni bis August 1944 rund 594.300 Liter Napalm auf Ziele in der Normandie abgeworfen.:142f Später im Jahr warfen alliierte Jagdbomber und Bomber über 753.200 Liter Napalm auf Ziele am Westwall.:142f Ein weiterer belegter Großeinsatz (mit Brandbomben vom Typ AN-M76 mit dem Verdickungsmittel PT-1 (Pyrogel)) wurde von den US Army Air Forces (USAAF) über Berlin am 6. März 1944 durchgeführt. Weiter sah der Einsatz am 14. Juli 1944 durch Jagdbomber De Havilland DH.98 Mosquito FB Mk.VI der Royal Air Force gegen die 17. SS-Panzergrenadier-Division „Götz von Berlichingen“ in Bonneuil-Matours, als Vergeltungsangriff wegen der Ermordung von u. a. 33 britischen Kriegsgefangenen (Soldaten des Special Air Service), den Einsatz von Bomben des gleichen Typs vor. Ebenso wurde Napalm am 15. April 1945 von der USAAF über der Hafenstadt Royan an der französischen Atlantikküste angewendet. Hierzu waren Zusatztankbehälter von Jagdbombern mit napalmähnlichen Stoffen („jellied gasoline“) befüllt und großflächig aus B-24-Bombern abgeworfen worden. Royan und die Region um den U-Boot-Stützpunkt La Rochelle wurden noch bis April 1945, kurz vor der deutschen Kapitulation, von deutschen Truppenresten weitab des damaligen Frontverlaufes gehalten.

#### Pazifischer Raum
Der erste belegte Einsatz von Napalm durch die Vereinigten Staaten gegen japanische Truppen erfolgte im Dezember 1943 bei der Schlacht um Arawe. Bei den Kämpfen auf der Insel Pilelo setzten U.S.-Truppen wiederum den mit Napalm befüllten M1A1-Flammenwerfer ein. Ebenso erfolgten bei diesen Kämpfen Luftangriffe mit improvisierten Napalmbomben.:139f Der erste großangelegte Luftangriff mit Napalmbomben erfolgte im Rahmen des Island Hopping am 15. Februar 1944. Zwischen dem 15. und 26. Februar warfen U.S.-Bomber der 7. Luftflotte erstmals Napalm-Streumunition vom Typ AN-M69 auf Ziele der Pazifikinsel Pohnpei ab.:140 Danach kam Napalm bei der Bombardierung von Tinian Town (heute San Jose) während der Schlacht um Tinian am 23. Juli 1944 zum Einsatz. Weitere Einsätze erfolgten bei der Schlacht um Peleliu im September 1944 sowie bei der Schlacht um Iwojima. Vom 31. Januar bis zum 15. Februar 1945 warfen Bomber vom Typ B-24 Liberator 1111 Napalmtanks auf japanische Stellungen auf Iwojima ab.
Anfang 1945 standen genügend Napalmbomben für die Angriffe auf die Städte auf den japanischen Hauptinseln bereit. Für diese Angriffe sollte die Napalm-Streumunition vom Typ AN-M69 und AN-M74 zum Einsatz kommen. Diese Kleinbomben wogen 2,8–3,7 kg und enthielten 1,0–1,18 kg Napalm. Die Kleinbomben wurden in Streubomben und Streubehältern abgeworfen. Die Serie verheerender Napalm-Angriffe auf die japanischen Städte begann Anfang 1945. Den Auftakt bildete am 4. Februar der Angriff auf Kōbe. Danach wurden die Städte Osaka, Kōbe, Yokohama, Tokio, Kawasaki und Nagoya wiederholt mit Napalm bombardiert. In der Nacht vom 9./10. März unternahm die 21. US Air Force einen weiteren Luftangriff gegen Tokio. 334 B-29-Bomber warfen rund 1500 Tonnen Napalmbomben auf die japanische Hauptstadt ab. 41 km² Stadtgebiet wurden vollkommen zerstört. Nach japanischen Angaben wurden 267.171 Häuser Opfer der Flammen. 1.008.000 Menschen wurden obdachlos. Offiziell werden die Verluste mit 83.793 Toten und 40.918 Verletzten angegeben (vgl. Luftangriffe auf Tokio). Bis im Juni 1945 wurden auf die japanischen Großstädte über 34.355 Tonnen Napalmbomben abgeworfen, die insgesamt über 82 km² Stadtgebiet in Schutt und Asche legten. Die Vereinigten Staaten produzierten während des Zweiten Weltkrieges über 36.287 Tonnen Napalm.

### Koreakrieg

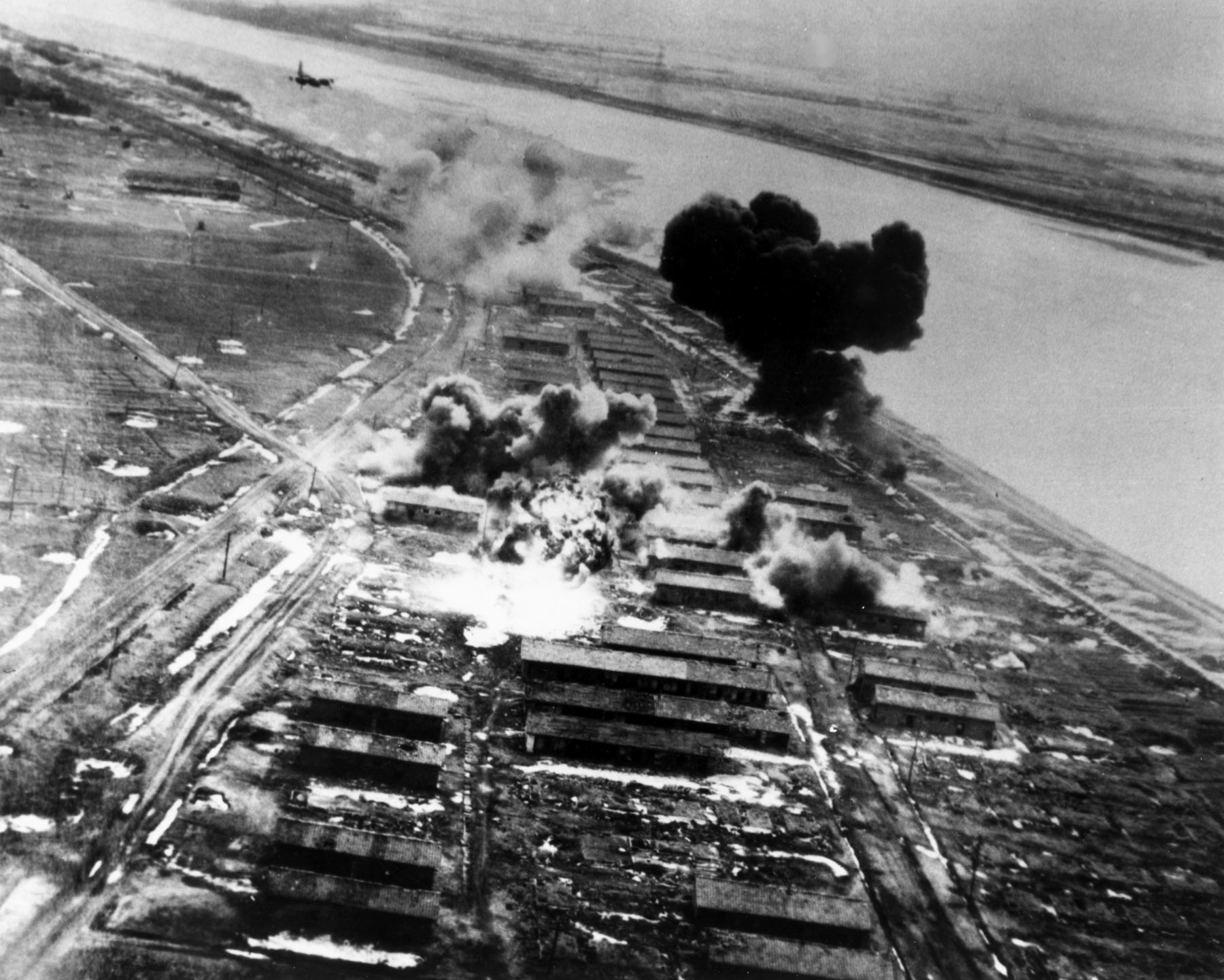
Korea 1951

Der nächste großangelegte Einsatz von Napalm erfolgte während des Koreakrieges. Bereits im ersten Kriegsjahr wurden 30 Millionen Liter Napalm eingesetzt. Laut Jörg Friedrich kam im ganzen Krieg eine Menge von 32.357 Tonnen Napalm zum Einsatz. Die Standorte Chongsong, Chinbo und Kusu-dong wurden mit Napalm nahezu vollständig zerstört. Ebenso wurden auch die Städte Pjöngjang, Hoeryong und Hŭngnam mehrmals mit Napalm bombardiert. Die Bilanz der Bombenschäden, die den Waffenstillstandsverhandlungen zugrunde lag, besagt, dass 18 der 22 größten Städte zumindest zur Hälfte zerstört worden waren. So wurden beispielsweise die beiden großen Industriestädte Hamhŭng und Hungnam zu etwa 80 Prozent zerstört, Sinŭiju zu 100 Prozent und Pjöngjang zu 75 Prozent. Die Luftangriffe auf die Städte wurden durch Bomber vom Typ B-29 und A-26 durchgeführt. Wiederum wurde das Napalm mittels Streubomben zum Einsatz gebracht. Überwiegend wurde Napalm-Streumunition vom Typ AN-M69 und AN-M74 verwendet. Auch die Bomben vom Typ AN-M47 und AN-M76, welche ein Gemisch aus Napalm, Phosphor und Magnesium enthielten, kamen zum Einsatz. Der massivste Napalmangriff während des Koreakrieges erfolgte gegen die Stadt Sinŭiju. Am 10. November 1950 warfen 79 amerikanische B-29-Bomber insgesamt 550 Tonnen Brandbomben auf den Industriestandort ab. Die 85.000 abgeworfenen AN-M69-Napalmbomben verursachten enorme Verluste unter der Bevölkerung und zerstörten die Stadt nahezu vollständig. Gegen taktische Ziele kamen vorzugsweise Napalmkanister zum Einsatz. Es existierten verschiedene Kanister mit einem Fassungsvermögen von 270 bis 870 Liter. Diese wurden von Jagdbombern meist im Tiefflug abgeworfen. So eingesetzt konnte ein Kanister mit 624 Litern Napalm beim Aufschlag eine Fläche von rund 23 × 90 Metern (25 × 100 squareyards / 2500 yd²) in Brand setzen.

### Vietnamkrieg

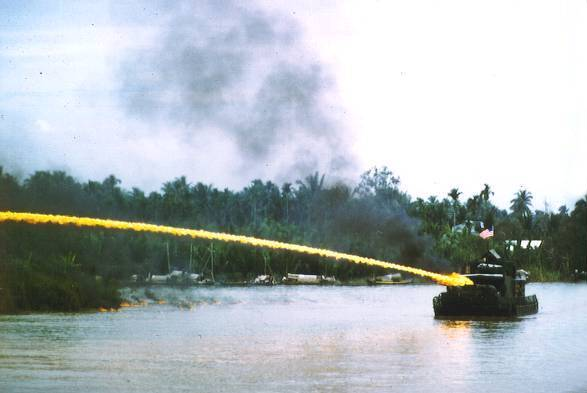
Flammenwerfer auf einem „Zippo Monitor“ in Vietnam

Im Vietnamkrieg wurde Napalm im bisher größten Umfang eingesetzt. Die US-Streitkräfte setzten während dieses Konfliktes nahezu 400.000 Tonnen Napalm ein. Der Einsatz erfolgte meist durch Jagdbomber im Tiefflug gegen Flächenziele. Wiederum wurde Napalm in Kanistern abgeworfen. Am häufigsten kamen die Kanister vom Typ BLU-10 (125 Liter), BLU-11 (245 Liter), BLU-23 (254 Liter), BLU-27 (380 Liter) und BLU-32 (254 Liter) zum Einsatz, wobei eine BLU-10 – grob abgeschätzt – eine Fläche von rund 500 yd² (etwa 10 × 40 Meter), die BLU-11, BLU-23 und BLU-32 1000 yd² (ca. 14 × 60 Meter) und die BLU-1 bzw. die BLU-27 eine Fläche von etwa 1500 yd² (ca. 18 × 70 Meter) in Brand setzen konnte. Gegen Ende des Vietnamkrieges wurden die Napalmkanister aber zusehends durch Streubomben mit Splitterwirkung ersetzt.

### Weitere Einsätze
Während des Griechischen Bürgerkriegs setzten die griechischen Streitkräfte ab 1948 Napalm gegen die Demokratische Armee Griechenlands ein.:196

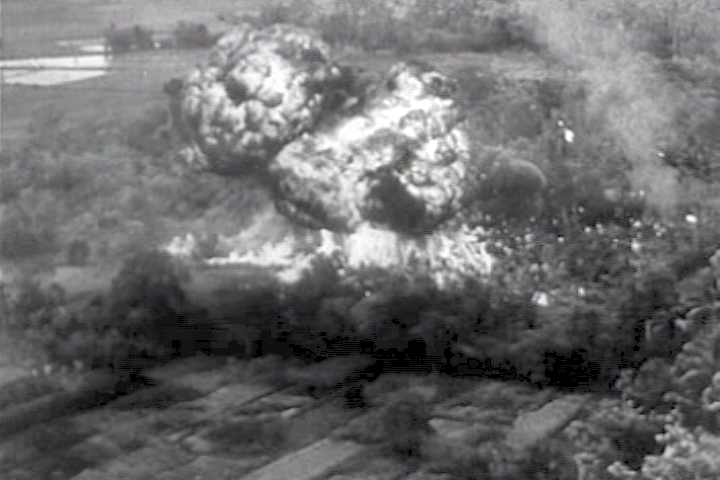
Indochina 1953

Frankreich setzte im Indochinakrieg ab 1951 Napalm gegen die Việt Minh ein.:214 Weiter setzte Frankreich ab 1954 Napalm im Algerienkrieg, 1961 in Tunesien und 1977 in der Westsahara ein. Frankreich hatte mit Octogel einen eigenen Napalm-Brandkampfstoff entwickelt.:215, 404
Das Vereinigte Königreich setzte von 1952 bis 1960 im Mau-Mau-Krieg in Kenia Napalm ein.:216
Die Israelischen Verteidigungsstreitkräfte setzten 1957 während der Sueskrise Napalm gegen Ägypten ein.:212 Weiter setzte Israel im Sechstagekrieg 1967, im Abnutzungskrieg 1969 und 1973 im Jom-Kippur-Krieg Napalm ein.:190, 212
Während der Kubanischen Revolution setzte Kuba 1958 bei der Operation Verano  Napalm gegen die Bewegung des 26. Juli von Fidel Castro ein.:211
Portugal setzte von 1961 bis 1962 Napalm gegen Aufständische in Angola ein.:216
Im Jahr 1962 setzte Ägypten im jemenitischen Bürgerkrieg Napalm ein.:216
Während des Zypernkonflikts bombardierte 1964 die Türkei Städte und Dörfer in Zypern, in denen sich sowohl Zivilisten als auch Soldaten befanden, mit Napalm.:213 Dies führte zu diplomatischen Spannungen und einem militärischen Kräftespiel mit Griechenland. Weiter bombardierte die Türkei 1974 ein Fahrzeug der United Nations Peacekeeping Force in Cyprus mit Napalm. Drei österreichische Blauhelmsoldaten verbrannten in dem Fahrzeug.:214
Peru setzte 1965 gegen Aufständische Napalm ein.:212
Bolivien setzte 1967 gegen Aufständische Napalm ein.:212
Die Fleet Air Arm bombardierte 1967 den havarierten Tanker Torrey Canyon vor der Küste Südenglands.
Internationale Aufmerksamkeit erlangten die massiven Napalmeinsätze der nigerianischen Regierung im Nigerdelta während des Biafra-Kriegs von 1967 bis 1970. Dabei wurden die Flächenbombardierungen mit Brandmitteln auch gezielt dazu eingesetzt, neben Angehörigen der Streitkräfte Biafras, vor allem Zivilisten zu töten.
Rhodesien setzt während des Rhodesienkriegs zwischen 1968 und 1978 Napalm gegen die aufständischen ZANU und ZAPU ein.
Der Irak setzte 1969 und 1974 Napalm gegen die Kurden im eigenen Land ein.:217
Im Zweiten Indisch-Pakistanischen Krieg 1965 als auch im Konflikt von 1971 setzten beide Staaten Napalm ein.:216f
Brasilien setzte von 1970 bis 1974 Napalm gegen aufständische Maoisten im Amazonasbecken ein.:217
Indonesien setzte nach der Invasion in Osttimor 1975 im Landesinneren Napalm ein, vor allem 1977. Die Empfangs-, Wahrheits- und Versöhnungskommission von Osttimor (CAVR) dokumentierte 2006 Berichte über den Einsatz von Napalm durch die Indonesischen Luftstreitkräfte während der Besatzungszeit (1975–1999). Indonesien bestritt anfangs in einer Stellungnahme, überhaupt die Möglichkeit gehabt zu haben, Napalm einzusetzen. Allerdings belegen 2015 freigegebene Unterlagen des australischen Geheimdienstes sowohl die Kapazitäten, als auch die Pläne zum Napalmeinsatz durch Indonesien.
Während des Ersten Golfkriegs setzte sowohl der Irak als auch der Iran große Mengen Napalm ein. Der Irak setzte es dabei auch gegen aufständische Kurden im eigenen Land ein.
San Salvador setzte 1980 gegen Aufständische Napalm ein.:403
Argentinien setzte im Falklandkrieg 1982 Napalm gegen die Streitkräfte des Vereinigten Königreichs ein.:404
Libyen setzte 1983 vermutlich Napalm im Libysch-Tschadischen Grenzkrieg ein.:405
Südafrika setzte vermutlich Napalm während des Bürgerkriegs in Angola ein.:405
Während der sowjetischen Intervention in Afghanistan setzten die sowjetischen Streitkräfte von 1979 bis 1989 wiederholt Napalm ein.:391f
Indien setzte mit der Indian Peace Keeping Force zwischen 1987 und 2009 im Bürgerkrieg in Sri Lanka vermutlich Napalm gegen tamilische Separatisten ein.
Die USA setzten 1990/1991 im Zweiten Golfkrieg, im Irakkrieg 2003 sowie im Krieg gegen den Terrorismus in Afghanistan Napalm und napalmähnliche Stoffe ein.:383f
Im Bosnienkrieg bombardierten die Serben im November 1994 die Stadt Bihać mit Napalm.:407
Russland setzte vermutlich Napalm 1995 im Ersten Tschetschenienkrieg ein.:406

### Opalm
In der Schweiz wurde Anfang der 1950er-Jahre von der Ems-Chemie mit Opalm ein eigener Napalm-Brandkampfstoff entwickelt. Opalm verwendet Polyisobutylen (Oppanol B) und „Aluminiumpalmitat“ (Hydroxyaluminiumcoconoat) als Verdickungsmittel und Xanthate als Beschleuniger. Bei einer deutlich höheren Brandtemperatur von rund 1725 °C brennt Opalm rund doppelt so lange wie herkömmliches Napalm. Aufgrund des rund viermal höheren Preises verzichtete die Schweizer Luftwaffe auf Opalm und beschaffte sich herkömmliches Napalm aus den Vereinigten Staaten. Daraufhin wurde Opalm exportiert und kam unter anderem durch Indonesien in Osttimor und durch Ägypten im Jemen zum Einsatz. Weiter wurde Opalm auch in den Iran nach Algerien und Burma exportiert.

## Kriegs- und völkerrechtliche Einordnung
Da Napalm extrem schlecht verheilende Brandwunden und große Schmerzen verursacht, fällt es nach einigen neueren Interpretationen unter die übermäßiges Leid verursachenden geächteten Waffen des Artikels 23 der Haager Landkriegsordnung. Der Gebrauch von Brandwaffen gegen die Zivilbevölkerung wurde durch Protokoll III der Konvention der Vereinten Nationen zur Ächtung unmenschlicher Waffen im Jahre 1980 verboten.
Die Vereinigten Staaten haben nach eigenen Angaben ihre Bestände an Napalm im Jahr 2001 zerstört. Die USAF setzte während des Irakkrieges 2003 die Brandbombe Mk-77 gegen die Republikanische Garde ein. Laut Verteidigungsministerium der Vereinigten Staaten enthält die Mk-77 ein Gemisch mit Kerosin und sei nicht als Napalm zu klassifizieren. Die verwendeten Substanzen seien zwar bemerkenswert ähnlich, jedoch verursache die auf Kerosin basierende Substanz weniger Umweltschäden. Ähnliche Brandbomben basieren auch auf Phosphor-Brandsätzen, die ebenfalls im Irak getestet wurden.
Am 21. Januar 2009 ratifizierten die Vereinigten Staaten unter Vorbehalt das Protokoll III.
Im Jahr 2012 beteiligte sich die Bundesrepublik Deutschland an einer Initiative der Organisation für Sicherheit und Zusammenarbeit in Europa und des Entwicklungsprogramms der Vereinten Nationen zur Unterstützung der serbischen Regierung bei der Vernichtung von Napalmpulver sowie von Munition, die den giftigen weißen Phosphor enthält. Durch den deutschen Beitrag wurden 110 Tonnen Napalmpulver vernichtet.